# Uničov
Uničov (tjekkisk udtale: [ˈuɲɪtʃof]; tysk: Mährisch Neustadt) er en by i  distriktet lomouc i regionen Olomouc i Tjekkiet med omkring 11.000 indbyggere. Den historiske bymidte er velbevaret og er beskyttet ved lov som en urban monumentzone.

## Inddeling
Landsbyerne Benkov, Brníčko, Dětřichov, Dolní Sukolom, Horní Sukolom, Nová Dědina, Renoty og Střelice er administrative dele af Uničov.

## Geografi
Uničov ligger omkring 21 km  nordvest for Olomouc. Det ligger i et fladt landbrugslandskab i  Øvre Morava-lavlandet. Floden  Oslava løber gennem byen. Den vestlige spids af det kommunale område strækker sig ind i det beskyttede landskabsområde Litovelské Pomoraví.

## Historie
Uničov er en af de syv kongelige Mähriske byer. Den blev grundlagt omkring 1213 af markgreven Vladislaus 3., bror til kong Ottokar 1. af Bøhmen. Den fik Magdeburg-rettigheder i 1223 og fik yderligere privilegier af Ottokars efterfølger kong Wenceslaus 1.  i 1234. Byen skulle blive et centrum for malm- og ædelmetaludvinding, men forekomsterne var ikke så rigelige. Byen orienterede sig derfor mod handel og håndværk, og i 1327 blev den befæstet.
Indtil hussitterkrigene blev byadministrationen af Uničov kontrolleret af tyske kolonisatorer. I 1422 besatte hussitiske styrker under kommando af Sigismund Korybut byen og slap af med den tyske administration. Efter tiltrædelsen af hussitterkongen George af Poděbrady i 1458, blev byen et centrum for den nye bekendelse, indtil den tilfaldt hans rival Matthias Corvinus i 1479.
Som en  del af det habsburgske monarki fra 1526, trivedes Uničov frem til slaget ved White Mountain i 1620. Byen blev frataget sine privilegier af kejser Ferdinand 2. for at deltage i det bøhmiske oprør,  og gjort til genstand for det østrigske Huset Liechtenstein, en dom, der dog blev underkendt et par år senere.
Borgerne led ikke desto mindre hårdt under Trediveårskrigen, da byen i 1642 blev besat af svenske tropper. I 1643 beskadigede en stor brand Uničov yderligere. Svenskerne forlod først byen i 1650. Byen kom sig kun langsomt efter krigens konsekvenser og havde økonomiske problemer. Uničov blev en lille by på landet.
Efter Syvårskrigen mødtes kejser Joseph II her med den preussiske konge Frederik den Store i 1770, en tilnærmelse til de tidligere fjender, der ville føre til Polens første deling to år senere.
Efter Anden Verdenskrig blev den resterende tyske befolkning fordrevet. 